# Musée Paul-Raymond
Le musée Paul-Raymond est le musée municipal de la ville de Pont-Saint-Esprit, dans le département du Gard et la région Languedoc-Roussillon. Il est nommé en référence à Paul Raymond (1859-1944), médecin et préhistorien.

## Historique
Installé dans l'ancien hôtel de Ville, construit en 1832-1833, le musée Paul-Raymond a ouvert ses portes au public en 1980.
il a été fermé au public en 2015.

## Collections
Musée d'art, le musée Paul-Raymond possédait dans ses collections des peintures, dessins, estampes et affiches, des pièces archéologiques (préhistoire et Moyen Âge), des céramiques, du mobilier, ainsi qu'une collection liée à l'histoire locale et régionale.
Il abritait les œuvres du peintre figuratif d'origine russe Benn (1905-1989).
Les collections ont été déposées au Musée d'art sacré du Gard à Pont-Saint-Esprit.